# Lista Comune
La Lista Comune (in arabo القائمة المشتركة‎?, al-Qa'imah al-Mushtarakah; in ebraico הַרְשִׁימָה הַמְשׁוּתֶּפֶת‎?, HaReshima HaMeshutefet) è stata una coalizione politica israeliana formata da partiti che rappresentano gli arabo-israeliani.

## Storia
La Lista Comune è stata formata nel 2015 in vista delle imminenti elezioni parlamentari, dopo l'innalzamento della soglia si sbarramento dal 2 al 3,25%. Ad essa aderiscono quattro partiti arabo-israeliani con diversi orientamenti politici. Durante la campagna elettorale la lista ha espresso la possibilità di dare il sostegno esterno a un governo di centro-sinistra per evitare un nuovo governo Netanyahu.
Con oltre il 10% dei voti la Lista Comune è risultata la terza forza politica del paese.
Dopo le elezioni la Lista ha escluso la partecipazione a qualunque governo israeliano, giustificando la scelta con l'opposizione all'occupazione dei territori palestinesi, ribandendo la possibilità di sostenere dall'esterno un governo guidato da Herzog. Per concentrare la sua azione sui temi economici, la Lista ha abbandonato i suoi seggi nella Commissione Difesa e Affari Esteri, per aver avere più posti nella Commissione Finanze.
Nel Febbraio 2016, la Lista Comune è stata al centro di uno scontro politico con il capo del governo Netanyahu. Dopo la visita di tre parlamentari alla famiglia di un palestinese ucciso durante un attacco a un autobus, il primo ministro ha chiesto provvedimenti,  il parlamento ha approvato una legge che permette la sospensione dei parlamentari con il voto di 90 membri su 120 e, in seguito, ha votato per la sospensione dei tre membri della Knesset.
La Lista Comune si è opposta alla legge che definisce Israele come "stato nazione del popolo ebraico".
L'alleanza è stata rotta alle elezioni parlamentari dell'aprile 2019 in cui sono state presentate due liste, composte rispettivamente da Hadash e Ta'al da una parte e da Balad e Lista Araba Unita dall'altra. Per le elezioni parlamentari del settembre 2019 le quattro forze sono tornate a formare una lista unica eleggendo 13 deputati. Per la prima volta nella storia i partiti arabi, tranne Balad, hanno dato indicazione per un primo ministro, indicando Gantz per impedire un nuovo governo di Netanyahu. Le trattative per la formazione di un governo guidato da Gantz sono fallite anche per via del veto posto da Avigdor Lieberman a qualunque forma di partecipazione dei partiti arabi.
Alle elezioni anticipate del 2020 la Lista Comune ha guadagnato voti anche tra l'elettorato ebraico e ha aumentato di due seggi il proprio gruppo parlamentare arrivando a 15. Dopo le elezioni la Lista Comune ha tenuto un incontro, senza la partecipazione del partito Balad, con Gantz sull'ipotesi di un sostegno esterno a un governo di minoranza di Blu e Bianco, a patto dell'esclusione di Netanyahu dal governo. Successivamente Gantz ha cambiato posizione e ha formato un "governo d'emergenza" con Netanyahu di cui la Lista Comune è all'opposizione.
Il 2 luglio Ayman Odeh, leader della lista, ha partecipato alla conferenza stampa congiunta di Al Fatah e Hamas in cui le due organizzazioni palestinesi hanno dichiarato di unire le forze contro il piano di annessione di Netanyahu dei territori della Cisgiordania.
I rapporti tra la Lista Araba Unita (Ra'am) e gli altri partiti membri della Lista Comune cominciano ad incrinarsi nella seconda metà del 2020, a causa di divisioni sui diritti LGBT e sul progressivo avvicinamento di Mansour Abbas, leader del partito islamista, al primo ministro Benjamin Netanyahu. Il 28 gennaio 2021, in vista delle elezioni di marzo, la Lista Araba Unita abbandona l'alleanza.
Alle elezioni del marzo 2021, la rottura dell'alleanza tra i quattro partiti porta ad un calo dell'affluenza elettorale nella comunità araba. Contestualmente molti ebrei che avevano votato la Lista Comune tornano a votare partiti di sinistra come Meretz. Di conseguenza la Lista Comune passa da 15 a 6 seggi, con un calo di 5 seggi per i partiti rimasti nell'alleanza, Hadash, Ta'al e Balad. Nel processo di formazione del governo Hadash e Ta'al hanno dato raccomandazione per Yair Lapid mentre Balad non ha dato nessuna indicazione. Sul voto di investitura, Hadash e Balad hanno votato contro il Governo Bennett-Lapid e Ta'al si è astenuta.
Il 14 settembre 2022 Hadash, Balad e Ta'al raggiungono un accordo per presentarsi insieme anche alle elezioni del successivo 1º novembre.
Il giorno successivo, tuttavia, i tre partiti annunciano la separazione di Balad dalla lista formata da Hadash e Ta'al e lo scioglimento della Lista comune.

## Composizione
| Partito | Partito           | Ideologia                                               | Leader                                                                        | Periodo             | Seggi massimi nell'alleanza |
| ------- | ----------------- | ------------------------------------------------------- | ----------------------------------------------------------------------------- | ------------------- | --------------------------- |
|         | Hadash            | Comunismo Ecosocialismo Secolarismo                     | Ayman Odeh (2015-22)                                                          | 2015-2019 2019-2022 | 5 / 120(2015)               |
|         | Balad             | Nazionalismo arabo Nazionalismo di sinistra Secolarismo | Jamal Zahalka (2015-19) Mtanes Shehadeh (2019-21) Sami Abu Shehadeh (2021-22) | 2015-2019 2019-2022 | 3 / 120(2015)               |
|         | Ta'al             | Nazionalismo arabo Secolarismo                          | Ahmad Tibi (2015-22)                                                          | 2015-2019 2019-2022 | 3 / 120(2020)               |
|         | Lista Araba Unita | Islamismo Conservatorismo sociale                       | Masud Ghnaim (2015-19) Mansour Abbas (2019-21)                                | 2015-2019 2019-2021 | 4 / 120(2020)               |

## Risultati elettorali
| Anno           | Voti          | %             | ±             | Seggi         | ±             | Note                                                              |
| -------------- | ------------- | ------------- | ------------- | ------------- | ------------- | ----------------------------------------------------------------- |
| 2015           | 446.583       | 10,61         | 1,40 1        | 13 / 120      | 2 1           | 1 Rispetto ai risultati di Hadash, Balad e Lista Araba Unita      |
| Aprile 2019    | Non partecipa | Non partecipa | Non partecipa | Non partecipa | Non partecipa |                                                                   |
| Settembre 2019 | 470.611       | 10,62         | 2,80 2        | 13 / 120      | 3 2           | 2 Rispetto ai risultati di Hadash-Ta'al e Balad-Lista Araba Unita |
| 2020           | 581.507       | 12,67         | 2,05          | 15 / 120      | 2             |                                                                   |
| 2021           | 212.583       | 4,82          | 7,85 3        | 6 / 120       | 9 3           | 3 La Lista Araba Unita si presenta autonomamente                  |